# Justin Champagnie

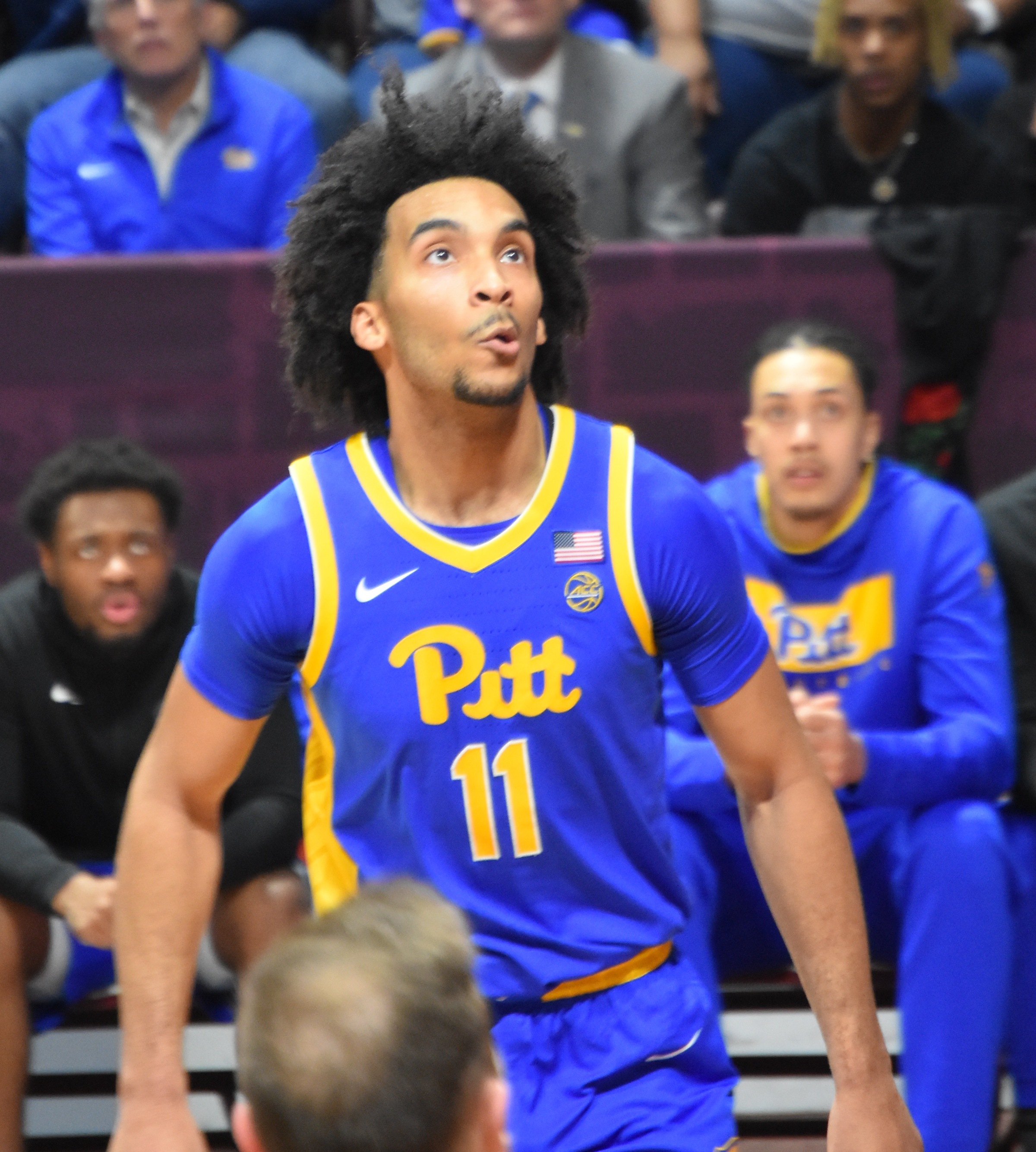
Justin Champagnie, 2020.

Justin John Champagnie, född 29 juni 2001 i Staten Island i New York, är en amerikansk professionell basketspelare (SF/SG) som spelar för Washington Wizards i National Basketball Association (NBA). Han har tidigare spelat för Toronto Raptors och Boston Celtics.
Champagnie blev aldrig NBA-draftad.
Innan han blev proffs studerade Champagnie vid University of Pittsburgh och spelade för deras idrottsförening Pittsburgh Panthers.
Han är tvillingbror till Julian Champagnie.